# 슈타이어 TMP
슈타이어 TMP(Steyr TMP, Tactical Machine Pistol; 전술 기관권총)는 9 mm 루거 패러벨럼 탄을 사용하는 기관권총이다. 슈타이어(Steyr Mannlicher) 사에서 생산하였다. 총열 회전식 쇼트 리코일 방식으로 동작한다. 슈타이어 SPP는 반자동 사격만 가능한 민간용 변형으로, 전면 손잡이가 없다.
1990년대에 슈타이어 사는 디자인을 스위스의 브루거 & 토멧(Brugger & Thomet)사에 팔았고, 브루거 & 토멧은 이를 바탕으로 브루거 & 토멧 MP9를 개발했다.

## 변형
SPP
슈타이어 SPP(Special Purpose Pistol)는 TMP의 민간용 반자동 변형이다. TMP의 총열이 앞으로 툭 튀어나도록 길어졌으며, 민수용으로 판매하기 위해 전면 손잡이를 제거하였다.
브루거 & 토멧 MP9
Brugger & Thomet MP9는 슈타이어 TMP를 기반으로 오른쪽으로 접을 수 있는 개머리판과 내장된 피카티니 레일을 가진다. 반자동 변형은 TP9이라 부른다.

## 같이 보기
- 슈타이어 MPi 69